# Verner Holm
|  | Denne artikel er oprettet af botten Steenthbot ud fra en ekstern database. Den kan derfor have sproglige fejl eller mangler. Denne skabelon kan fjernes efter kontrol af indholdet. |

Verner Holm er en dansk spillefilm fra 2018 instrueret af Jannik Johansen.